# Euselasia venezolana
Euselasia venezolana is een vlinder uit de familie van de prachtvlinders (Riodinidae), onderfamilie Euselasiinae.
De wetenschappelijke naam van de soort werd, als Euselasia crotopus venezolana, in 1913 gepubliceerd door Adalbert Seitz. In 2004 waardeerden Callaghan & Lamas de status op tot die van een soort.

## Type
- syntypes: "5 males"
- instituut: Muséum national d'histoire naturelle, Parijs
- typelocatie: "Venezuela"

## Ondersoorten
- Euselasia venezolana venezolana
- Euselasia venezolana jauffreti Gallard, 2014[2]
  - holotype: "male. 7.VI.2003"
  - instituut: Museo Nacional Emilio Goeldi. Belèm, Pará, Brésil
  - typelocatie: "Brazilië, Pará, Marajo"